# Colegio de Bachilleres del Estado de Chihuahua
El Colegio de Bachilleres del Estado de Chihuahua es una institución de nivel medio superior, filial del Colegio de Bachilleres en el estado de Chihuahua. En la actualidad cuenta con 31 planteles, 1 extensión y 2 planteles en modalidad abierta.

## Historia
La Secretaría de Educación Pública en coordinación con la Asociación Nacional de Universidades e Instituciones de Educación Superior, a principios de 1973 realizaron un estudio, dada la alta demanda de espacios en el nivel medio superior en la Ciudad de México, que dio como resultado la institución del Colegio de Bachilleres.
Fundado el 19 de septiembre de 1973 por decreto presidencial de Luis Echeverría Álvarez después de los movimientos estudiantiles de 1972 que terminaron con la fundación del Comité de Defensa Popular y el cierre de la  antigua Preparatoria de la Universidad de Chihuahua iniciando funciones con 3 planteles en la ciudad de Chihuahua ese mismo mes, siendo así el primero en entrar en funciones en el país, a pesar de que el proyecto se orientó inicialmente a la Ciudad de México, pero dada la situación de dicha ciudad y la del Estado de Chihuahua, el gobierno federal optó porque se iniciara en el último. Su primer director, miembro fundador y principal precursor de este en Chihuahua fue Oscar Ornelas.
Continuó de esta forma hasta 1978, año en que se añadió el Sistema de Enseñanza Abierta de Chihuahua, y en 1979 llegó una extensión del Plantel 2 al norte de la ciudad de Chihuahua, que en 1982 se convertiría en el Plantel 4. También este mismo año, se abrió el Plantel 5 y en 1984 en Plantel 6, ambos en Ciudad Juárez. El director de 1974 a 1985 fue Sergio Martínez Garza.
La institución estuvo bajo la administración del Colegio de Bachilleres de la Ciudad de México, hasta 1985, fecha en la que pasó a ser un organismo descentralizado del Gobierno del Estado de Chihuahua. Ante el acuerdo de descentralización firmado el 30 de octubre de 1985, y publicado en el Diario Oficial de la Federación el 25 de noviembre del mismo año, en el se publicaban los acuerdos por los que se transferían los planteles al gobierno del estado, para aumentar la participación en educación del estado, siendo creado a la par el Colegio de Bachilleres del Estado de Chihuahua como tal el 22 de diciembre de 1985, siendo un organismo público descentralizado del Gobierno del Estado con "personalidad jurídica y patrimonio propios" con la publicación en el Periódico Oficial del Estado del Decreto No. 652-85 que era su ley de creación.
La estructura orgánica y funcional actual del Colegio, fue analizada y registrada por el Secretario Técnico de la Comisión Interna de Administración y Programación de la Secretaría de Educación Pública el 14 de agosto de 1986.
En agosto de 1987 se abrió el Plantel 7 en Ciudad Juárez y en enero de 1992 se instituyó una extensión del Plantel 2 en Lázaro Cárdenas en la administración del gobernador Fernando Baeza Meléndez.
El 23 de junio de 1993, el gobernador del estado, Francisco Barrio Terrazas inauguró el gimnasio del Colegio de Bachilleres en la Ciudad de Chihuahua.
El 10 de agosto de 1999 fue fundado el Plantel 8 en la Ciudad de Chihuahua, en agosto de 2001 fue abierto el Plantel 9 en Ciudad Juárez, y en febrero de 2004 se abrió el Sistema de Enseñanza Abierta de Ciudad Juárez, los tres durante la administración del gobernador Patricio Martínez García.
A medidos de 2005 fue fundado el Plantel 10 en la Ciudad de Chihuahua y el Plantel 11 en Ciudad Juárez además de una extensión del Plantel 6 en Guadalupe Distrito de Bravos, en agosto de 2008 el Plantel 12 en Hidalgo del Parral junto a su extensión en Balleza, además el 9 de julio de 2009 se inauguró el Gimnasio del Bachilleres en Ciudad Juárez y el 16 de agosto de 2010 el Plantel 13 en Ciudad Delicias por iniciativa del gobernador José Reyes Baeza Terrazas.
El día 1 de agosto de 2011 inició el Plantel 18 en Nuevo Casas Grandes y una extensión de este en Casas Grandes, el 15 de agosto de 2011, iniciaron labores el Plantel 14 en Ciudad Cuauhtémoc, el Plantel 15 en Ciudad Camargo, el Plantel 17 en Villa Ahumada, el Plantel 19 en Ciudad Juárez y el Plantel 20 en Ciudad Jiménez, el 12 de agosto de 2012 abrió la extensión de Plantel 13 en Meoqui, el 2 de septiembre de 2013 entra en función el Plantel 16 en Ciudad Juárez, el 20 de junio de 2014 la extensión del Plantel 6 en Guadalupe Distrito de Bravos se convirtió en el Plantel 23 y la extensión del Plantel 18 en Casas Grandes se convirtió en el Plantel 24, además el 18 de agosto de 2014 inició el Plantel 22 en Ojinaga, y el 17 de agosto de 2015 estarían iniciando operaciones el Plantel 21 en Ciudad Chihuahua, Plantel 25 en Saucillo y la extensión del Plantel 12 en Valle de Zaragoza, además, en junio de 2015, la extensión del Plantel 2 en Lázaro Cárdenas pasó a ser el Plantel 26, la extensión del Plantel 12 en Balleza pasó a ser el Plantel 27 y la extensión del Plantel 13 en Meoqui pas´a ser el Plantel 28, todo esto por iniciativa del gobernador César Duarte Jáquez.
El 9 de mayo de 2013 fue publicada por el Congreso del Estado de Chihuahua por medio de un decreto la Ley Orgánica del Colegio de Bachilleres del Estado de Chihuahua, Ley que rige la función del COBACHIh.
El 27 de abril de 2016 se generó polémica al salir a la luz un rompimiento entre el Sindicato de Trabajadores Académicos y Administrativos del Colegio de Bachilleres del Estado de Chihuahua, debido a que según lo que comentó su presidente, Jesús Acuña Peralta, se suspendió el pago de un estímulo económico a los docentes así como el pago a los maestros en comisiones sindicales con miras de desaparecer el Sindicato del COBACH.

## Directores generales
Los personajes que han sido directores generales de la institución son:
- Óscar Ornelas 1973 - 1976
- Sergio Martínez Garza 1976 - 1985
- Enrique Sánchez Silva 1986 - 1990
- Héctor Jaime Muñoz Márquez 1990 - 1994
- Juan Meouchi Meouchi 1994 - 1998
- Rodolfo Acosta Muñoz 1998 - 2002
- Gonzalo Aguilera Gutiérrez 2002 - 2010
- José Luis García Rodríguez 2010 - 2014
- Miguel Primo Armendáriz Sonza 2014 - 2016
- Jesús Alonso Duarte García 2016 (encargado del despacho).2016
- Rodolfo Torres Medina 2016
- Maria Teresa Ortuño Gurza 2016 - 2021
- Marco Licón Barraza 2021 - 2022
- Miguel Ángel Valdez García 2022 (encargado de despacho).
- Humberto de las Casas Muñoz 2022 - a la fecha